# Beutmeister
Unter einem Beutmeister (oder auch Beutemeister) versteht man unter den Landsknechten denjenigen, der für ein gerechtes Aufteilen der gemeinsamen Kriegsbeute zuständig war.
Der Beutmeister wurde von der Gemein gewählt.
Johann Christoph Adelung schreibt 1793:  In dem Lünerburgischen Salzwerke bedeutet, in die Beut kommen, dem Frisch zu Folge, noch jetzt in die Theilung kommen, und Beutmeister ist daselbst eine Person, die den Gewinn vertheilet.